# Stawska Góra
Stawska Góra este o arie protejată (arie specială de conservare — SAC, sit de importanță comunitară — SCI) din Polonia întinsă pe o suprafață de 4,98 ha, integral pe uscat.

## Localizare
Centrul sitului Stawska Góra este situat la coordonatele 51°12′25″N 23°24′11″E / 51.2069°N 23.403°E.

## Înființare
Situl Stawska Góra a fost declarat sit de importanță comunitară în aprilie 2004 pentru a proteja 1 specie de plante. Situl a fost protejat și ca arie specială de conservare în februarie 2017.

## Biodiversitate
Situată în ecoregiunea continentală, aria protejată conține 1 habitat natural: Pajiști uscate seminaturale și facies de acoperire cu tufișuri pe substraturi calcaroase (Festuco-Brometalia) (* situri importante pentru orhidee).
La baza desemnării sitului se află o specie protejată de  plante: Carlina onopordifolia.
Pe lângă speciile protejate, pe teritoriul sitului au mai fost identificate 11 specii de plante.